# Abraxas subviolacea
Abraxas subviolacea är en fjärilsart som beskrevs av Rayner 1903. Abraxas subviolacea ingår i släktet Abraxas och familjen mätare. Inga underarter finns listade i Catalogue of Life.